# Acanthodactylus ahmaddisii
Acanthodactylus ahmaddisii là một loài thằn lằn trong họ Lacertidae. Loài này được Werner mô tả khoa học đầu tiên năm 2004.